# Kyriakos
Kyriakos (Κυριακος) är ett grekiskt namn som betyder "tillhör Herren" (av "kyrios" = herre). Cyriacus är en senromersk latinisering av Kyriakos.

## Personer med namnet Cyriacus eller Kyriakos
- Kyriakos av Bysans, patriark av Konstantinopel 217−230
- Cyriacus av Rom (död ca 303), diakon och helgon
- Kyriakos, patriark av Konstantinopel 596−606
- Cyriacus av Ancona (1391−1452), italiensk arkeolog, humanist, och epigrafist
- Cyriacus Spangenberg (1528−1604), tysk teolog och historiker
- Kyriakos Stamatopoulos (född 1979), grekisk-kanadensisk-svensk fotbollsmålvakt
- Kyriakos Ioannou (född 1984), cypriotisk höjdhoppare
- Kyriakos Papadopoulos (född 1992), grekisk fotbollsspelare